# Goldaugenspringspinne
Die Goldaugenspringspinne (Philaeus chrysops), häufig Goldaugen-Springspinne geschrieben, ist eine Spinne aus der Familie der Springspinnen (Salticidae). Deutlich seltenere Trivialnamen sind Goldäugige Springspinne und Grünaugenspringspinne. Die xerothermophile (offene, warme Habitate, bzw. Lebensräume bevorzugende) Art ist in der südlichen Paläarktis verbreitet und vor allem im Mittelmeergebiet häufig, während sie in den anderen Teilen ihres Verbreitungsgebiets deutlich seltener vorkommt. Dies trifft auch auf Mitteleuropa zu, wo die Goldaugenspringspinne nur wenige Inselvorkommen in geeigneten Arealen bildet. Insbesondere in Anbetracht des Rückgangs dieser Lebensräume gilt die Art nördlich der Alpen vielerorts als stark bedroht und ist in vielen mitteleuropäischen Ländern streng geschützt.
Die Goldaugenspringspinne ist mit einer Körperlänge von 12 Millimetern eine der größten in Europa vorkommenden Springspinnen und zeichnet sich wie andere Arten dieser Familie durch einen sehr ausgeprägten Sexualdimorphismus (Unterschied der Geschlechter) aus, der sich vor allem in der unterschiedlichen Färbung der beiden Geschlechter bemerkbar macht. Die Männchen haben mit ihrer schwarzen Grundfarbe sowie den roten und weißen Farbanteilen eine wesentlich auffälligere Farbgebung als die eher unscheinbar gefärbten Weibchen. Deren Färbung fällt meist grau oder braun aus und enthält kaum besondere Zeichnungselemente. Allerdings kann die Farbgebung beider Geschlechter insbesondere bei Individuen im mediterranen Raum sehr variieren.
Die Goldaugenspringspinne bewohnt besonders steiniges und felsiges Gelände und allgemein eher vegetationsarme Gebiete. Dort hält sie sich wie alle tagaktiven Springspinnen zur Beutejagd auf und verbringt die Nacht in für Springspinnen typischen Wohngespinsten. Der Beutefang verläuft nach Eigenart der Familie freilaufend ohne Spinnennetz. Beutetiere werden auch bei dieser Art im Sprung ergriffen. Das Beutespektrum der Goldaugenspringspinne setzt sich aus verschiedenen Gliederfüßern zusammen, die nicht das Anderthalbfache der eigenen Körpergröße übertreffen. Seine Vielfalt wird allerdings aufgrund der eher speziellen Lebensräume auf wenige Gruppen von Gliederfüßern reduziert. Im Sommer sucht das Männchen vermehrt nach einem Weibchen und vollführt bei Finden eines solchen einen für Springspinnen typischen Balztanz. Das Weibchen deponiert seinen Eikokon in seinem Wohngespinst und bewacht ihn bis zum Schlupf der Jungtiere. Diese wachsen selbstständig heran.

## Merkmale

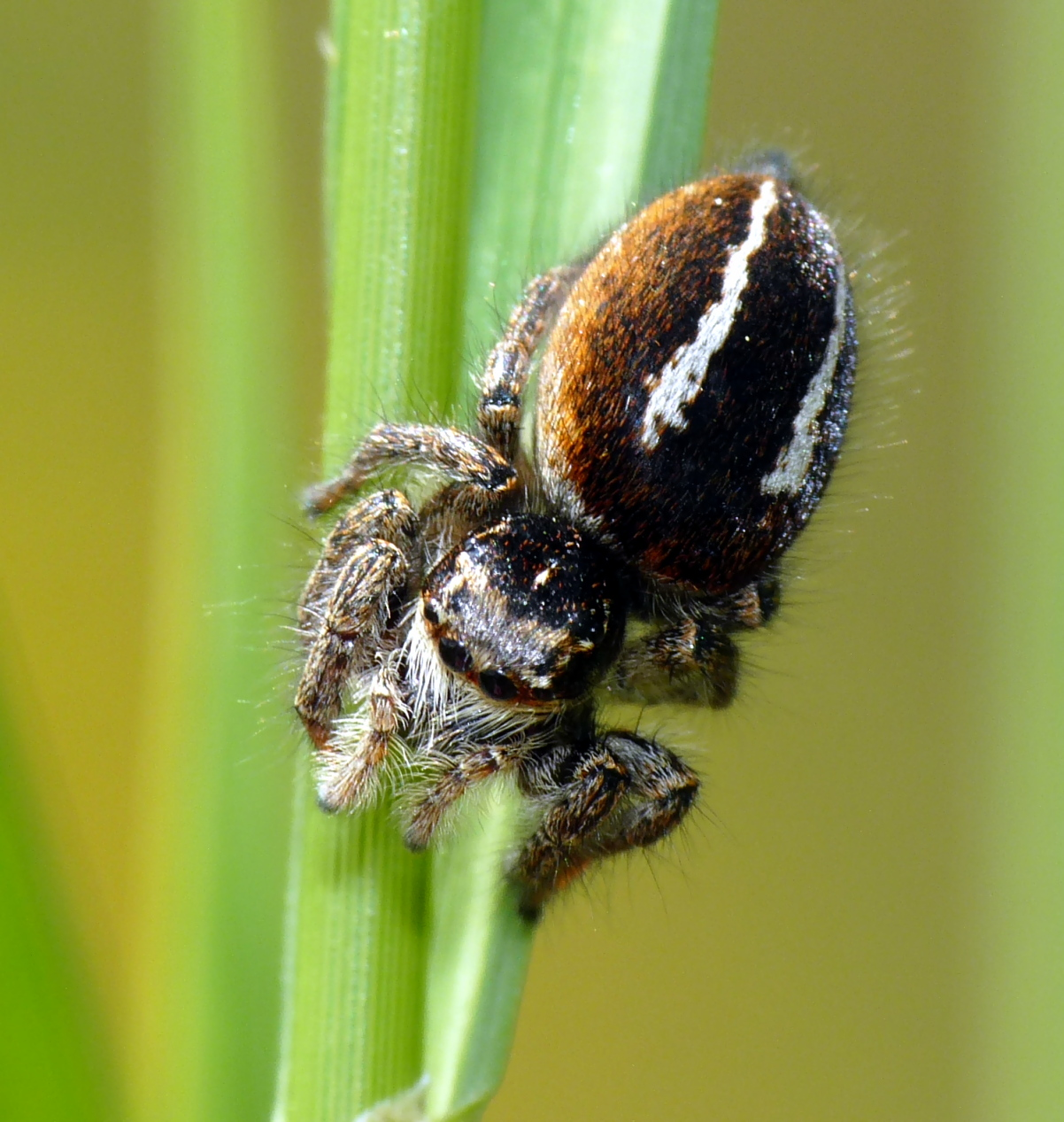
Weibchen der Goldaugenspringspinne

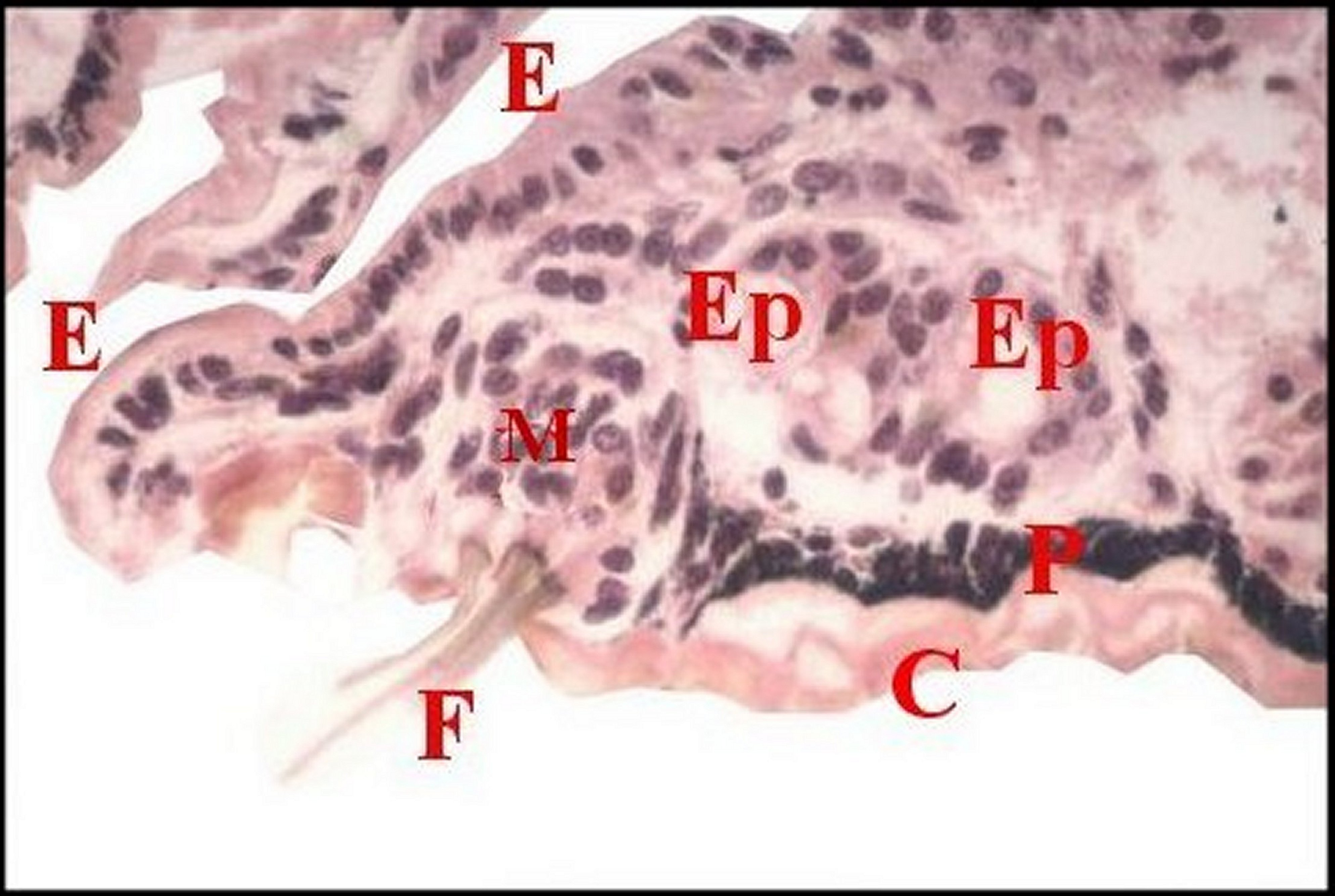
Histologischer Querschnitt durch das Gewebe der epigastrischen Region einer Goldaugenspringspinne

Das Weibchen der Goldaugenspringspinne besitzt durchschnittlich eine Körperlänge von 7,1 bis 9,7 und das Männchen eine von 5,4 bis 9,5 Millimetern. Es wurden auch Exemplare beider Geschlechter mit einer Körperlänge von 12 Millimetern beschrieben, was die Goldaugenspringspinne nach dem Riesenhockling (Attulus longipes) zur zweitgrößten in Mitteleuropa vorkommenden Springspinne (Familie Salticidae) werden lässt. Ihr Körperbau ist ansonsten mit dem anderer Arten der Goldaugenspringspinnen (Gattung Philaeus) identisch. Es sind aber auch sehr kleine Männchen mit einer Körperlänge von lediglich fünf Millimetern dokumentiert.
Wie andere Springspinnen weist die Goldaugenspringspinne einen stark ausgeprägten optischen Sexualdimorphismus (Unterschied der Geschlechter) auf. Das Prosoma (Vorderkörper) des Männchens ist tiefschwarz gefärbt. Dabei sind auf dem Carapax (Rückenschild des Prosomas) nahe den Augen mehrere weiße Haarstreifchen zu erkennen. Die Beine des Männchens haben wie die des Weibchens ebenfalls eine schwarze Grundfarbe. Die Pedipalpen (umgewandelte Extremitäten im Kopfbereich) und die beiden hinteren Beinpaare sind weißlich behaart, während die beiden vorderen Beinpaare eine ab den Tibien (Schienen) und die Patellae (Glieder zwischen den Femora, bzw. Schenkeln und den Tibien) eine orangerote Behaarung besitzen. Das Opisthosoma (Hinterleib) des Männchens ist leuchtend rot gefärbt.  Dorsal (oben) verläuft dort ein länglicher, schwarzer Streifen, der spitz endet und einen weißen Rand besitzt. Dieser Streifen selber ist keilförmig und verläuft über das gesamte Opisthosoma vom Petiolus (Trennglied zwischen Prosoma und Opisthosoma) bis zu den Spinnwarzen.
Das Weibchen besitzt eine verglichen mit der des Männchens weniger kontrastreiche Farbgebung. Sein Prosoma ist schwarzbraun gefärbt und der Carapax trägt beim Weibchen im Bereich der Augen oftmals zwei oder drei helle Haarstreifen. Das Opisthosoma kann hier hell- oder dunkelbraun oder auch schwarz gefärbt sein. Das Weibchen trägt auf der Dorsalseite ein schwarzes Medianband, das nach hinten spitz zuläuft. Umrahmt wird dieses Band von zwei länglichen, weißen Flecken, die auch als parallel zueinander verlaufende Linien ausgebildet sein können. Vereinzelt befinden sich auf dem Opisthosoma kitzrote Setae (chitinisierte Haare). Jungtiere beider Geschlechter ähneln dem ausgewachsenen Weibchen und besitzen die gleiche Färbung wie dieses.

### Variabilität
Die Goldaugenspringspinne zeigt eine große Vielfalt hinsichtlich ihrer Färbung, die insbesondere bei Individuen der Art im Mittelmeergebiet variiert. Dazu zählen Männchen mit ausgedehnten, weißlichen Zeichenmustern oder Weibchen mit hellgelbem Opisthosoma. Bei letzterem Geschlecht kann insbesondere die Opisthosomazeichnung unterschiedlich ausgeprägt sein. Dies trifft hier neben den weißen Flecken oder Streifen auch auf die Breite und Länge des Medianbands zu. Zumindest in Europa werden alle diese Farbvarianten zur gleichen Art gezählt.

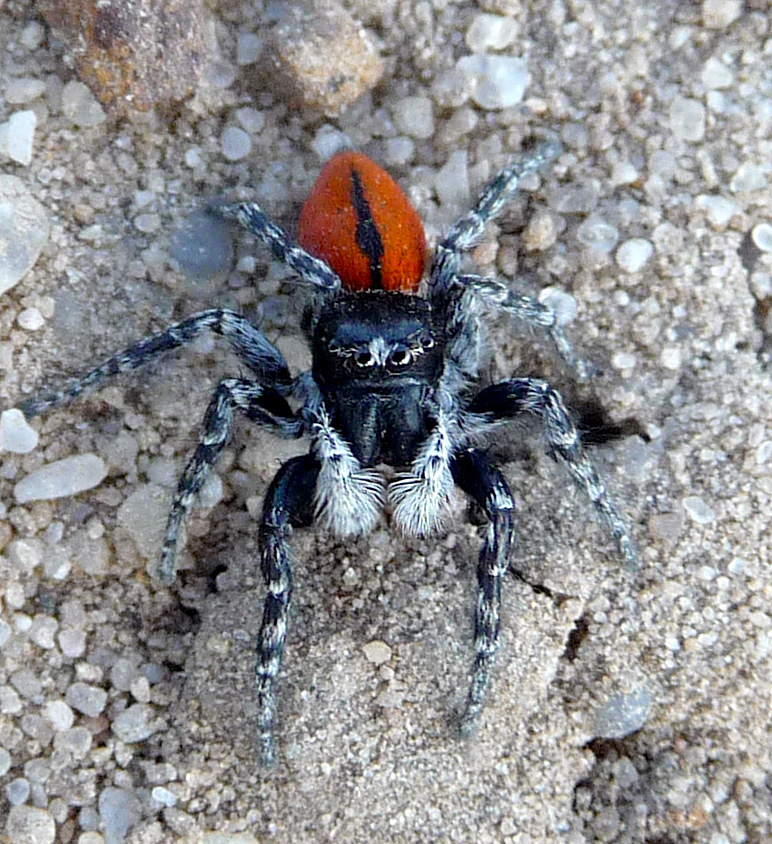
Männchen mit weiß behaarten Beinen, gefunden im Süden Spaniens.
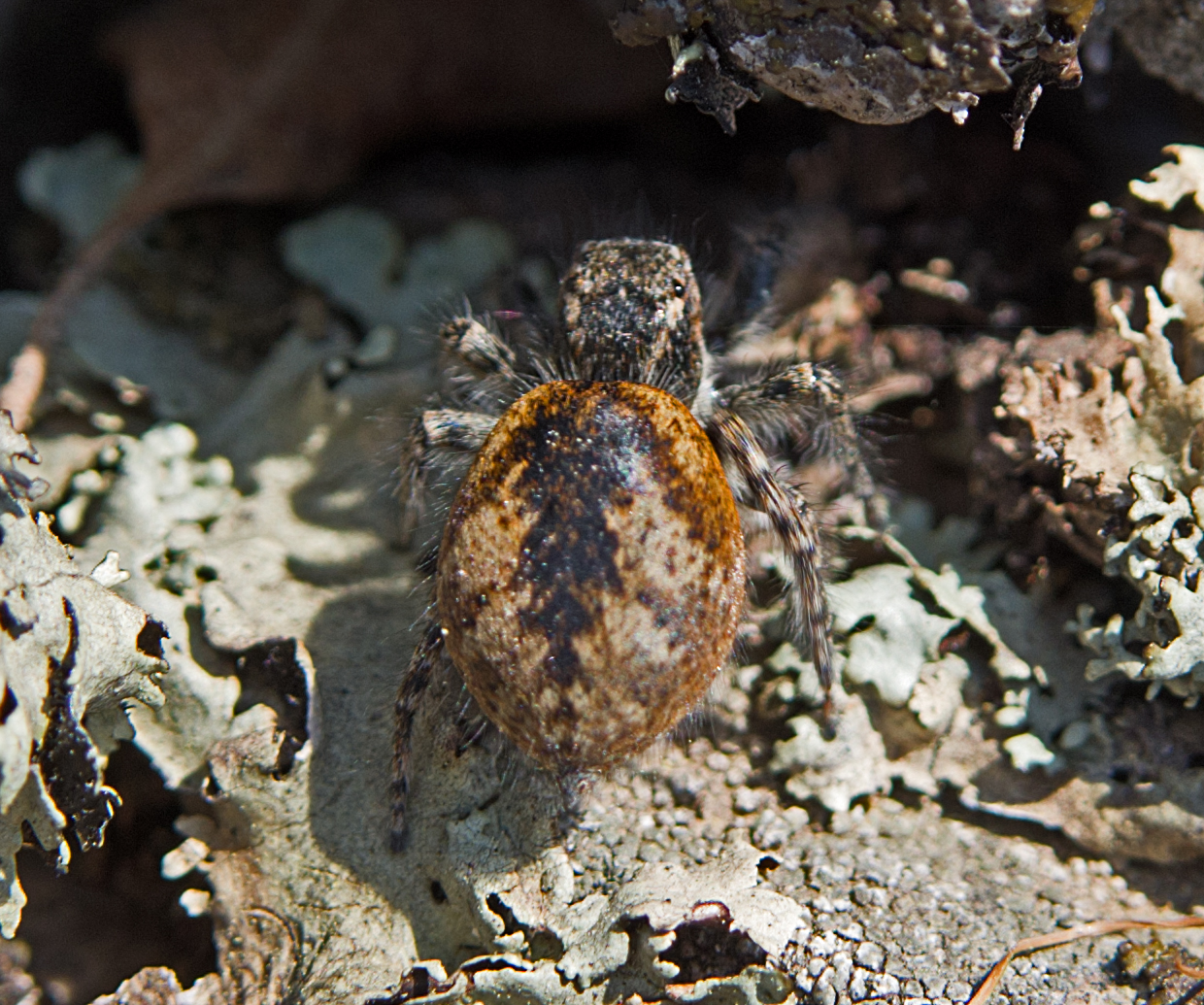
Weibchen mit gelblichem Opisthosoma, gefunden am Ufer des Schwarzen Meeres in Bulgarien.

### Genitalmorphologische Merkmale

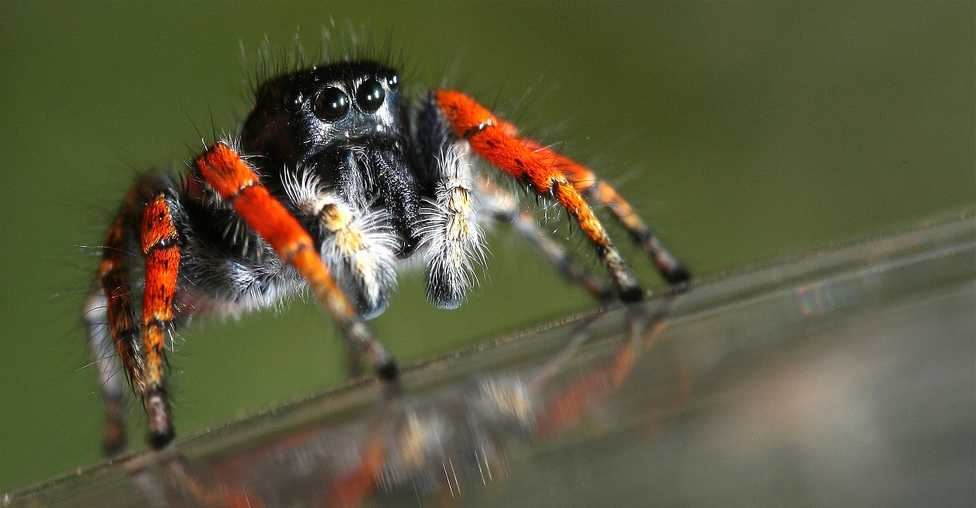
Frontalansicht eines Männchens mit den gut erkennbaren Pedipalpen

Beim Männchen der Goldaugenspringspinne sind die Pedipalpen mitsamt den daran befindlichen Bulbi (männliche Geschlechtsorgane) lang und schmal gebaut. An jedem Pedipalpus befindet sich im Bereich der Tibia (Schiene) eine schräge und scharfe Seitenapophyse (chitinisierter Fortsatz). Ein einzelner und jeweils stark chitinisierter Bulbus hat einen latero-basalen (seitlich nach unten verlaufenden) Fortsatz, von dem der sehr lange und dünne Embolus (drittes Sklerit, bzw. Hartteil eines Bulbus) ausgeht. Das Cymbium (erstes Sklerit eines Bulbus) ist oben abgeschnitten.
Die Epigyne (weibliches Geschlechtsorgan) der Art ist trapezförmig und länger als breit. Die Öffnung ist mit einer chitinisierten Platte bedeckt, die rötlich umrandet ist. Im Bereich der Vulva befinden sich breit gebaute und gerade sowie vertikal verlaufende Kopulationskanäle mit anterioren (vorhergehenden) Eingängen. Die Spermatheken (Samentaschen) sind bogenförmig chitinisiert und zentral gelegen.

## Vorkommen

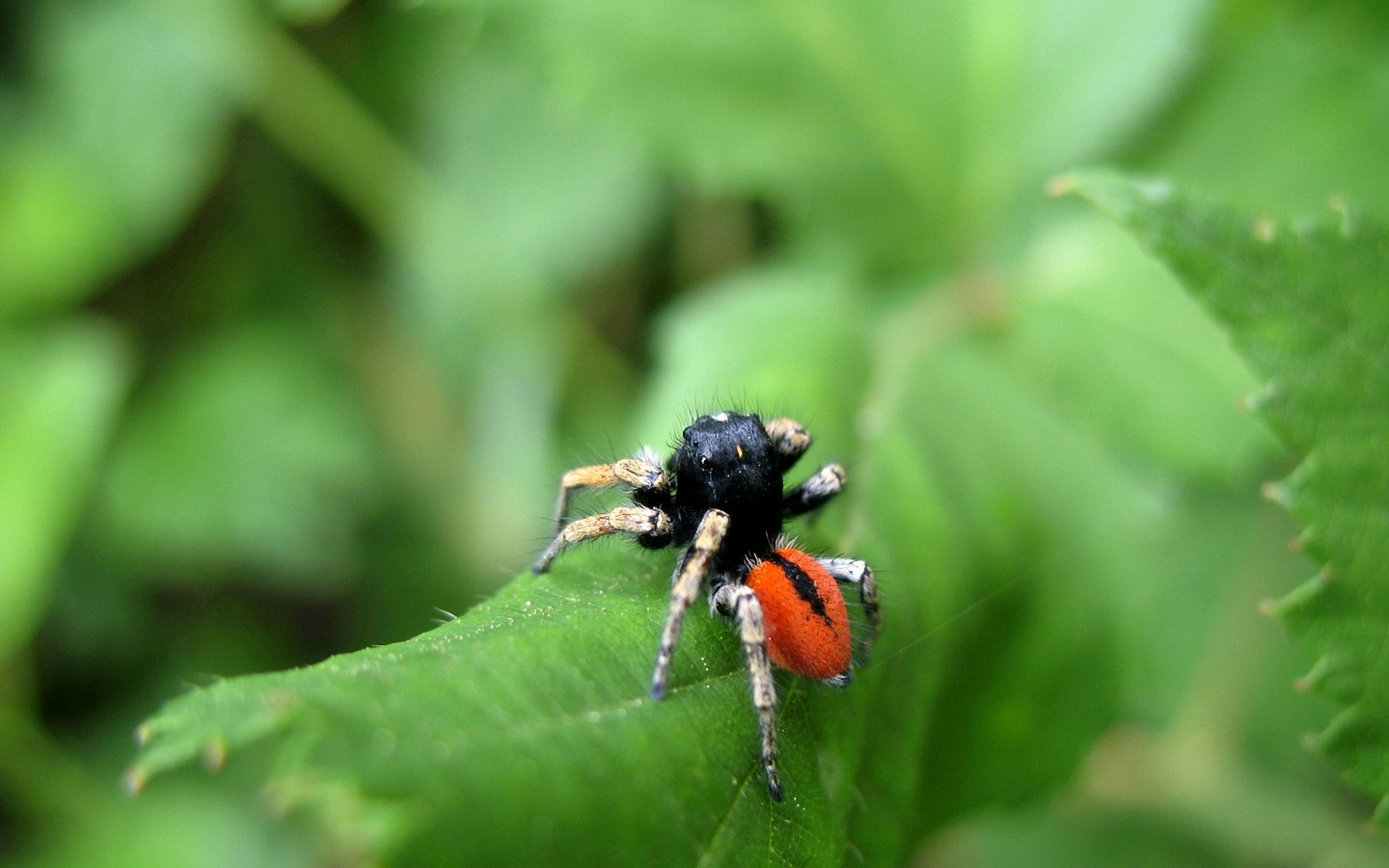
Männchen in der Vegetation, gefunden in der Statistischen Region Obalno-kraška Sloweniens.

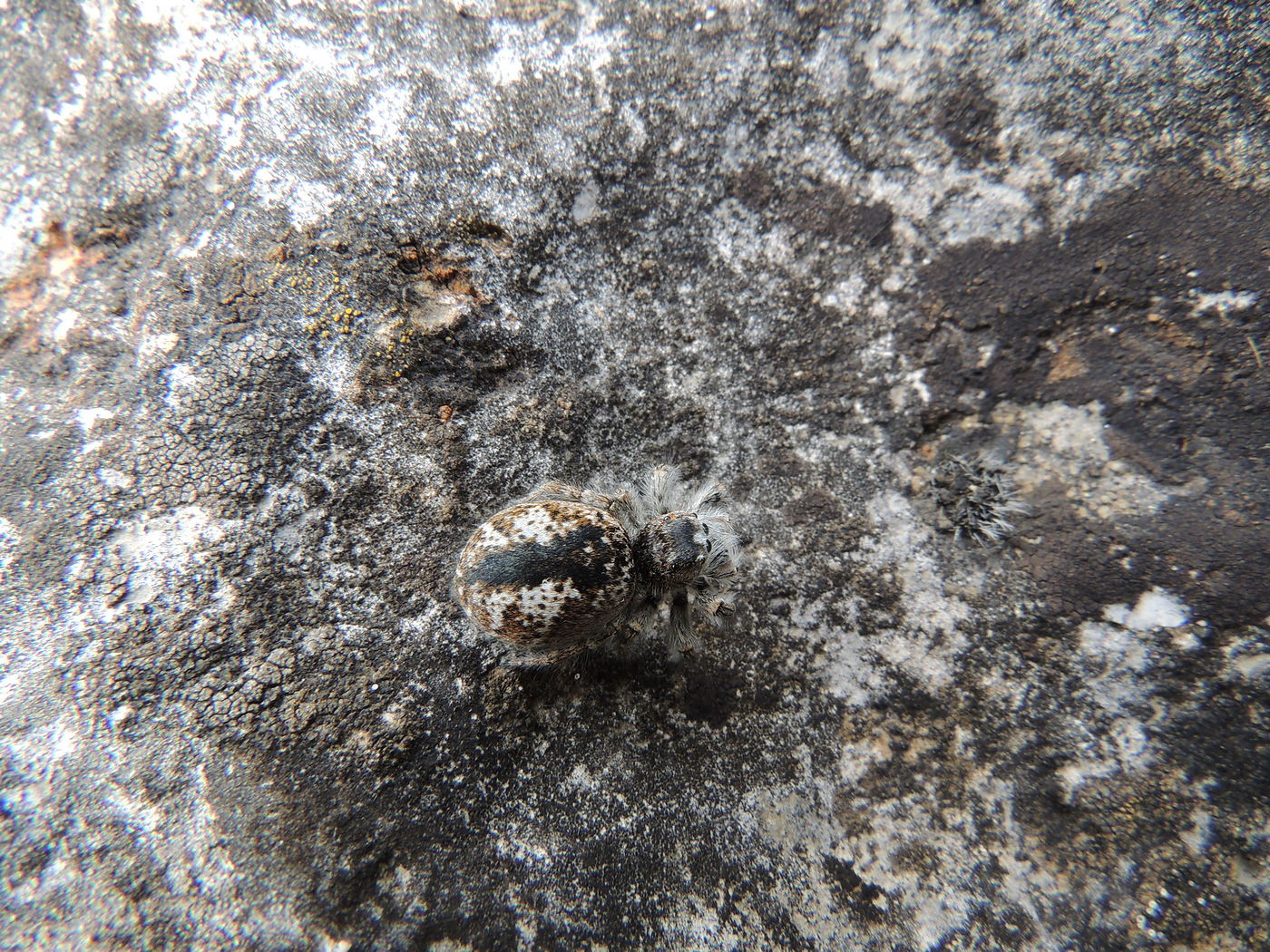
Gut getarntes Weibchen auf steinigem Untergrund, gefunden in Serbien.

Die Goldaugenspringspinne ist über weite Teile der südlichen Paläarktis verbreitet und demzufolge auch im südlichen bis mittleren Europa flächendeckend vertreten. In Skandinavien kommt die Art dementsprechend nicht vor. Außerdem fehlen etablierte Nachweise der Spinne im europäischen Raum von den Balearischen und den Britischen Inseln, aus Belgien, Luxemburg, der Oblast Kaliningrad, dem Baltikum mit Ausnahme von Litauen, Belarus, der Republik Moldau, dem europäischen Teil der Türkei und dem Norden des europäischen Teils von Russland.
Von Europa aus erstreckt sich das Verbreitungsgebiet über Nordafrika, den Nahen Osten, die Türkei (asiatischer Teil), Kaukasien, Russland (europäischer bis fernöstlicher Teil), den Iran, Zentralasien, Afghanistan, China und die Mongolei bis nach Korea. Im Westen endet das Verbreitungsgebiet der Goldaugenspringspinne in Spanien und Frankreich, während es östlich bis in die nordchinesischen Provinzen Shanxi und Hebei hineinreicht. Sie kommt auch vereinzelt in Südchina vor. Die Art fehlt im Norden, so ist sie beispielsweise in Polen nur in acht kleineren Arealen im Süden des Landes zu finden. Sie ist jedoch auch in Südrussland inklusive Südsibirien bis zum 53. Breitengrad beheimatet.
Ein zusammenhängendes Verbreitungsgebiet, in dem die Goldaugenspringspinne an manchen Stellen recht häufig auftritt, bilden Süd- und Südosteuropa sowie der Großteil des Mittelmeerraums. Nördlich des Alpenhauptkamms ist sie hingegen nur in wenigen, voneinander isolierten Arealen zu finden, in denen die einzelnen Populationen nur wenige Individuen aufweisen. In Deutschland gibt es solche trocken-warme Standorte hauptsächlich in der Oberrheinischen Tiefebene, beispielsweise am Kaiserstuhl. Weitere Stellen in Süddeutschland sind sonnige Hänge auf der Fränkischen Alb. In Brandenburg und Sachsen kommt die Art auf den eher locker mit Kiefern bewachsenen Sandflächen vor.
In Österreich wurden Funde aus dem Oberinntal und dem Ötztal gemeldet, ebenso aus Oberösterreich, weitere vom Alpenostrand am Übergang zum Wiener Becken, beispielsweise auf der Hohen Wand sowie aus der Mur-Mürz-Furche und dem Grazer Bergland. Ein kleineres Vorkommen gibt es auch am Westgrat der Kreuzmauer bei der oberösterreichischen Marktgemeinde Ternberg. Dabei handelt es sich um ein schmales und vom Gipfel in einer Länge von etwa 100 m abwärts führendes Areal mit geringer Breite, das aus exponierten, steilen Gratklippen besteht und mit den ersten dichteren Büschen am Südabfall endet. Ein weiterer Fundort in Oberösterreich ist der felsige Gipfelbereich des Kleinen Sonnsteins am Westufer des Traunsees.

### Einfuhr in andere Gebiete und Beurteilungen einzelner Bestände

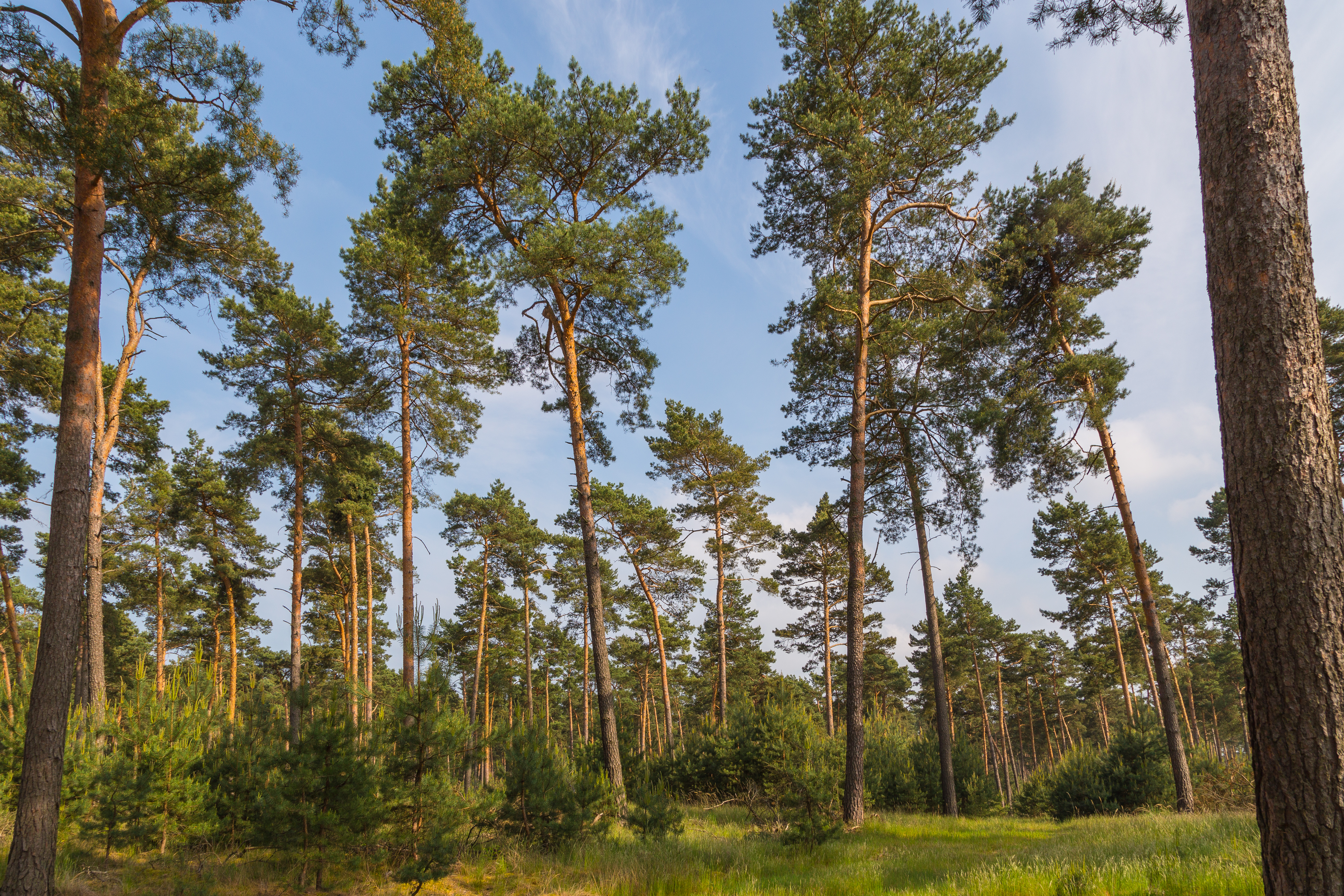
Lieberoser Heide mit mehreren Waldkiefern (Pinus sylvestris)

2011 wurde ein Männchen der Goldaugenspringspinne im Garten eines privaten Haushalts in der Kleinstadt Preetz in Schleswig-Holstein gesichtet. Dies war der erste nachgewiesene Fund der Art in diesem Bundesland. Zuvor lag der nördlichste Fundort der Goldaugenspringspinne in Deutschland im Weserbergland.
Ferner bestehen seit 1962 mehrere Einzelfunde aus Ostdeutschland, die eventuell die Bestandsentwicklung der Art in diesem Gebiet verdeutlichen. So gelang es etwa 1998, mehrere Exemplare der Goldaugenspringspinne im Gebiet der Lieberoser Endmoräne in Brandenburg zu sichten. Im Gebiet der Lieberoser Endmoräne befand sich einst ein Truppenübungsplatz der Roten Armee mit Panzer- und Artillerieschießplätzen, die zum Zeitpunkt der Spinnenfunde vom umgebenden Kiefernforst aus in natürlicher Sukzession wieder von Pflanzen besiedelt wurden. Hier befanden sich auch wiederbewaldete Sandheiden. Vor der Fundzeit handelte es sich bei diesen Flächen um Offensandbereiche mit lockerer Kiefernsukzession.
Auf den Britischen Inseln wird die Goldaugenspringspinne gelegentlich durch den Import von Frachtgut mit eingeführt, Nachweise für eine Etablierung der Spinne dort liegen jedoch nicht vor.

### Lebensräume

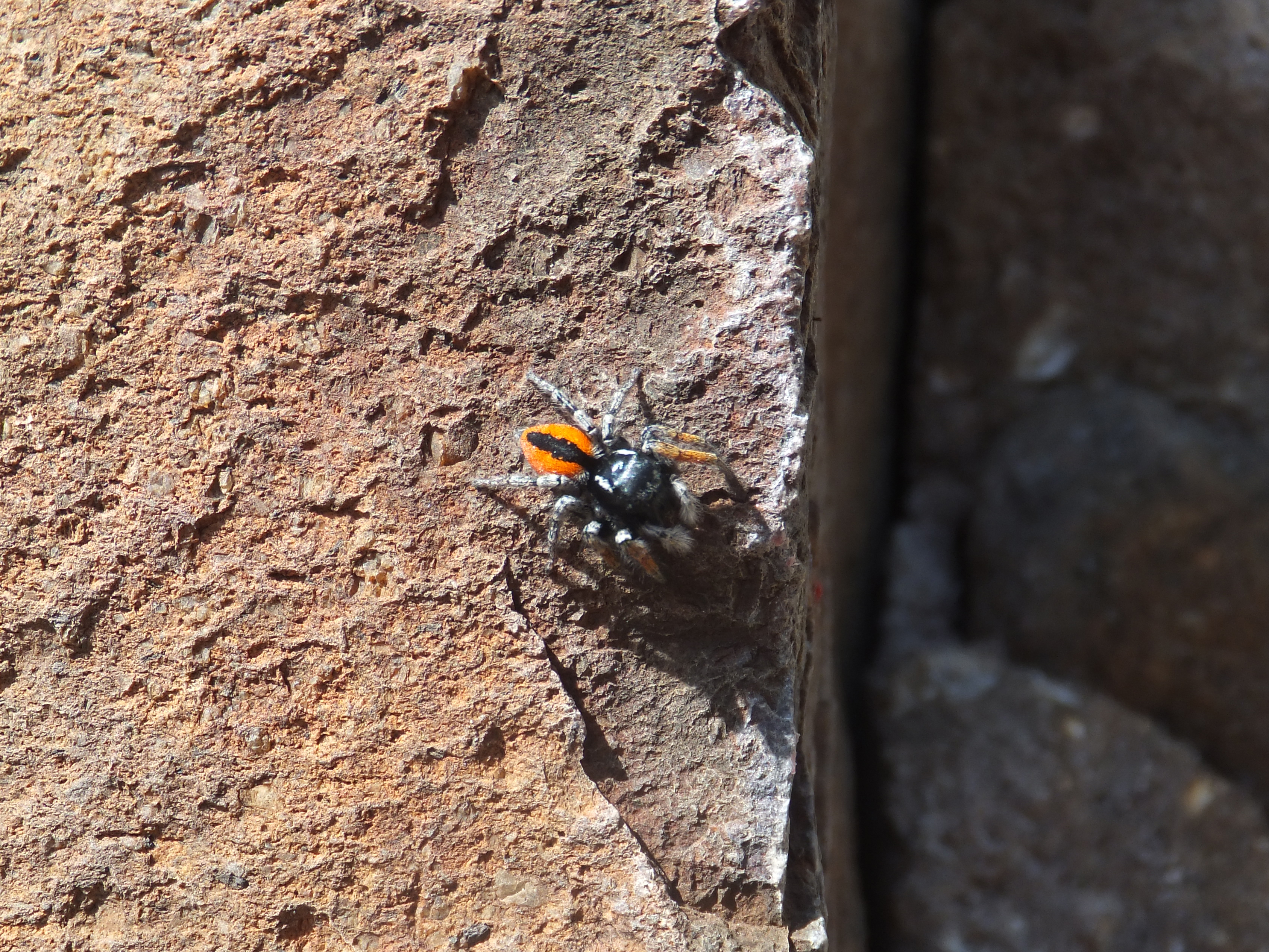
Männchen an einer Hauswand in Trentino im Norden Italiens.

Die Goldaugenspringspinne ist eine xerothermophile (trockene, warme Areale bevorzugende) Art und besiedelt oft felsige oder allgemein steinige Habitate (Lebensräume). Dazu zählen Küstenfelsen genauso wie vegetationsfreie  Schotterflächen. Die Art wird auf vegetationsarmen Geröllhalden, sowohl in Flussnähe, als auch in gebirgigen Regionen sowie auf trockenen Hängen angetroffen. Man findet die Spinne in diesen Gegenden aber nicht nur auf Freiflächen, sondern auch auf Bäumen, lockerem Gebüsch und niedriger Vegetation.
Die Goldaugenspringspinne bewohnt überdies künstliche Lebensräume ebenso wie Siedlungsbereiche (Synanthropie), so ist die Art in Olivenhainen und auf dem Mauerwerk von Gebäuden in Ortschaften nachgewiesen.
Die Beobachtungen aus Brandenburg und Sachsen legen nahe, dass die Goldaugenspringspinne neben den bisher bekannten Lebensräumen auch Krautschichten als solche annimmt, wenn nicht sogar bevorzugt. Da die Art dort nach 1998 zeitweise nicht mehr nachgewiesen werden konnte, wird vermutet, dass in diesen Gebieten wegen des Rückgangs der Sandheiden und des darauf folgenden Bewuchses mit Kiefernwäldern die geeigneten Habitate für die Art verloren gegangen sind. Das Phänomen, dass nur bestimmte Sukzessionsstadien für die Goldaugenspringspinne als geeignet erscheinen, könnte als Erklärung für die schon zuvor als schwankend dokumentierte Bestandssituation der Goldaugenspringspinne dienen – die Art wäre demnach ein wärmeliebender r-Stratege, der bei voranschreitender Sukzession eines Areals aus diesem zügig verschwindet. Dadurch kann auch vermutet werden, dass die Goldaugenspringspinne auf offenen Truppenübungsplätzen in Brandenburg bereits länger präsent war, dort jedoch mangels Zugänglichkeit der Plätze unentdeckt blieb.

## Lebensweise

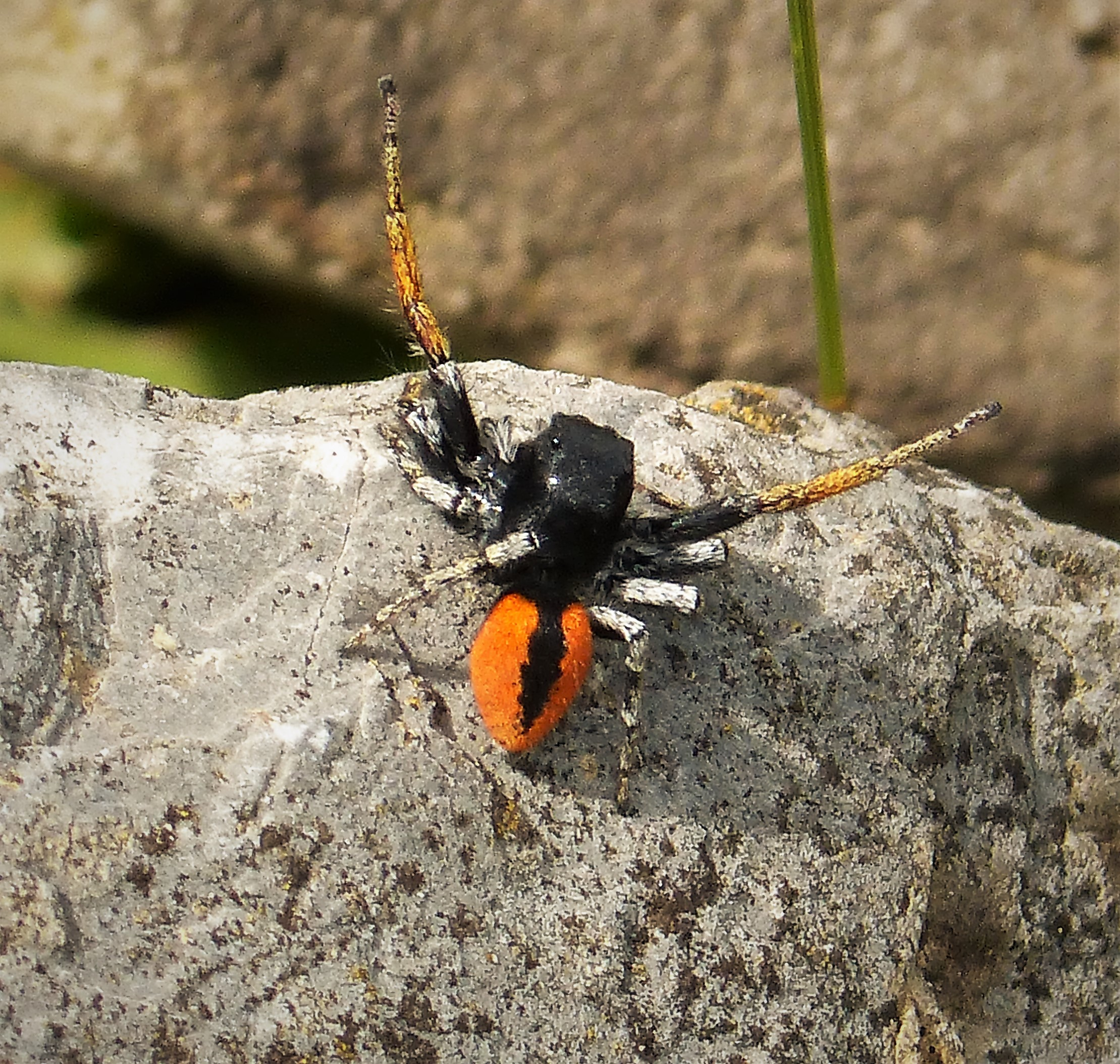
Männchen in Drohhaltung

Die Goldaugenspringspinne ist wie alle Springspinnen (Salticidae) tagaktiv und läuft im Tageslicht rege auf Felsen, Mauern und offenen Bodenflächen umher. Gleiches kann auch in der Vegetation und dann besonders in Eichenlaub vorkommen. Treffen zwei Männchen aufeinander, vollführen diese einen Scheinkampf. Dabei stehen sich beide Männchen in Imponierstellung gegenüber, berühren sich aber gegenseitig nicht.
Während ihrer Inaktivitätszeit verbleibt die Goldaugenspringspinne ebenfalls nach Eigenart der Springspinnen in einem für die Familie typischen Wohngespinst. Dieses erscheint seidenartig und weiß und ist außerdem an beiden Enden geöffnet. Der Standort des Wohngespinsts wird zumeist nicht gewechselt. Nur, wenn es zu stark beschädigt wurde oder das Gespinst eines heranwachsenden Individuums der Goldaugenspringspinne zu klein wird, legt die Art ein neues an.
Insbesondere Weibchen und Jungtiere der Goldaugenspringspinne verbleiben länger in ihrem Unterschlupf, während ausgewachsene Männchen auch häufig außerhalb ihres Wohngespinstes auf der Suche nach Weibchen anzutreffen sind. Dabei legen sie, verglichen mit den weiblichen und den jüngeren Spinnen, häufiger neue Unterschlüpfe an.

### Jagdverhalten

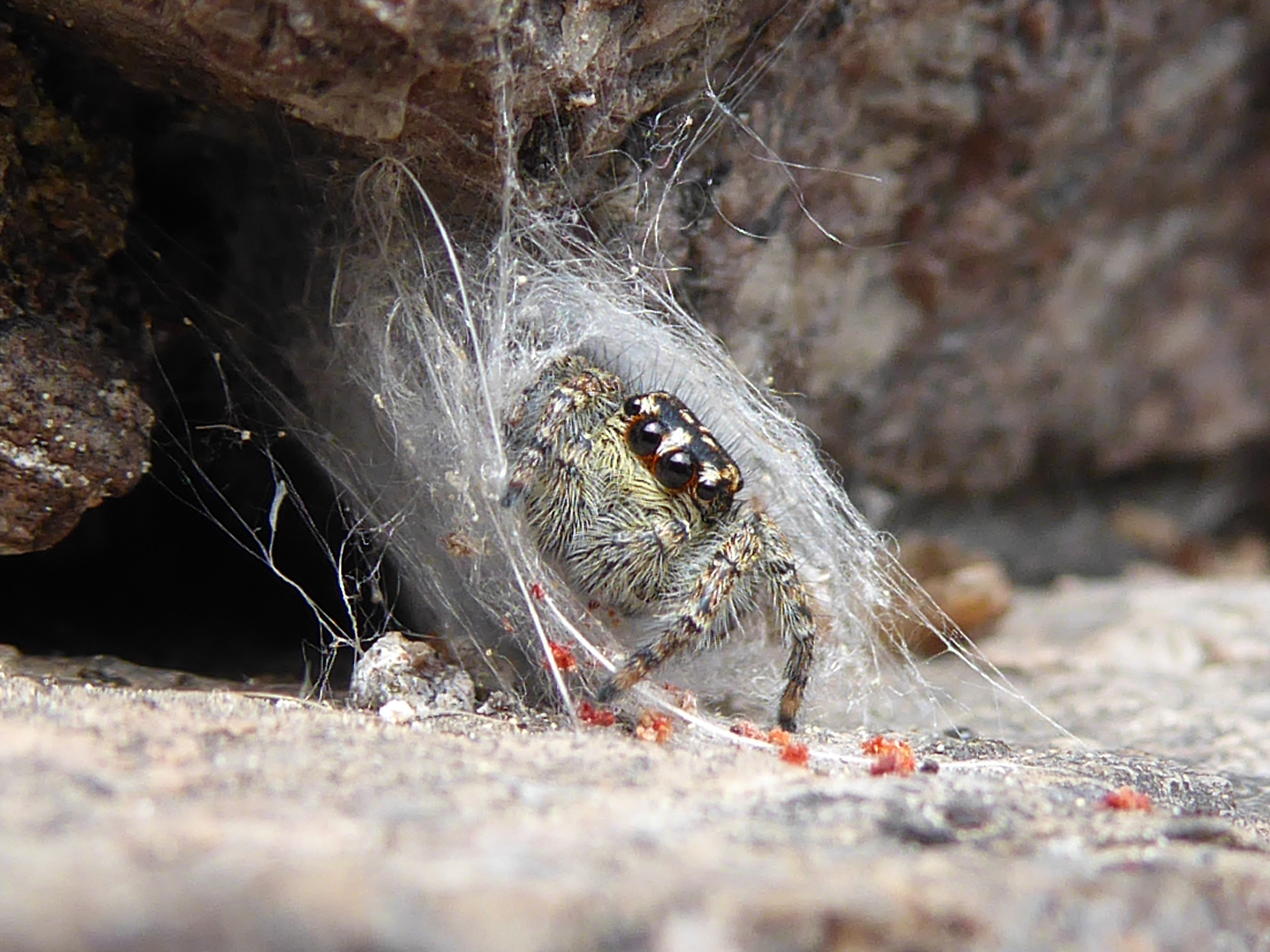
Weibchen in seinem Wohngespinst mit den Resten verzehrter Samtmilben (Trombidiidae)

Die Goldaugenspringspinne ernährt sich wie für Spinnen üblich räuberisch. Das Jagdverhalten entspricht dem anderer Springspinnen, womit auch diese Art ohne ein Spinnennetz Beutetiere erlegt.

#### Beutefang
Die Goldaugenspringspinne nimmt wie für Springspinnen üblich Beutetiere optisch wahr. Mithilfe der sehr gut entwickelten Augen wird dann ein beliebiges Beutetier, sobald es entdeckt wurde, visuell verfolgt. Die folgende Aktion hängt von der Position des Beutetiers ab. Bewegt sich dieses von der Spinne aus in vertikaler Richtung, hebt die Spinne ihr Prosoma mithilfe der Beine an. Bewegt sich das Beutetier jedoch von der Spinne aus in horizontaler Achse, hebt sie ihr Prosoma nur leicht und dreht es stattdessen mit Blickrichtung zum Beutetier. Da das Opisthosoma nicht beansprucht wird, markiert es die Ausgangsposition der Spinne und kann somit rechtwinklig zum Rest des Körpers angelegt erscheinen. Damit kann die Goldaugenspringspinne Beutetiere aus Entfernungen von fünf bis sechs Zentimetern genau anvisieren. Sollte das Beutetier das Sichtfeld der Spinne verlassen, folgt diese ihm in kleinen Schritten, vermutlich, um von dem Beutetier selber unentdeckt zu bleiben. Gelangt das Beutetier in eine optimale Reichweite von meist drei bis vier und gelegentlich fünf Zentimetern, ergreift diese es direkt in der für Springspinnen typischen und namensgebenden Weise im Sprung. Die Spinne versetzt dem Beutetier beim Zugriff mithilfe der Cheliceren (Kieferklauen) einen Giftbiss, der es flucht- und wehrunfähig werden lässt. Wie andere Springspinnen legt auch die Goldaugenspringspinne beim Sprung einen Sicherheitsfaden an, der etwa bei einem Verfehlen des Beutetieres oder einer missglückten Landung einen Fall der Spinne verhindert.
Wird ein Beutetier verfehlt, versucht die Springspinne dieses bei weiteren Anläufen zu erbeuten, wenn es sich nicht schon zu weit entfernt hat. Außerdem kann die Goldaugenspringspinne optisch die Größe potentieller Beutetiere einordnen und damit auch zwischen Gliederfüßern unterscheiden, die als Beuteobjekte zu groß oder anderweitig ungeeignet wären.

#### Unterschiede beim Beutespektrum und der Anzahl an Beutetieren

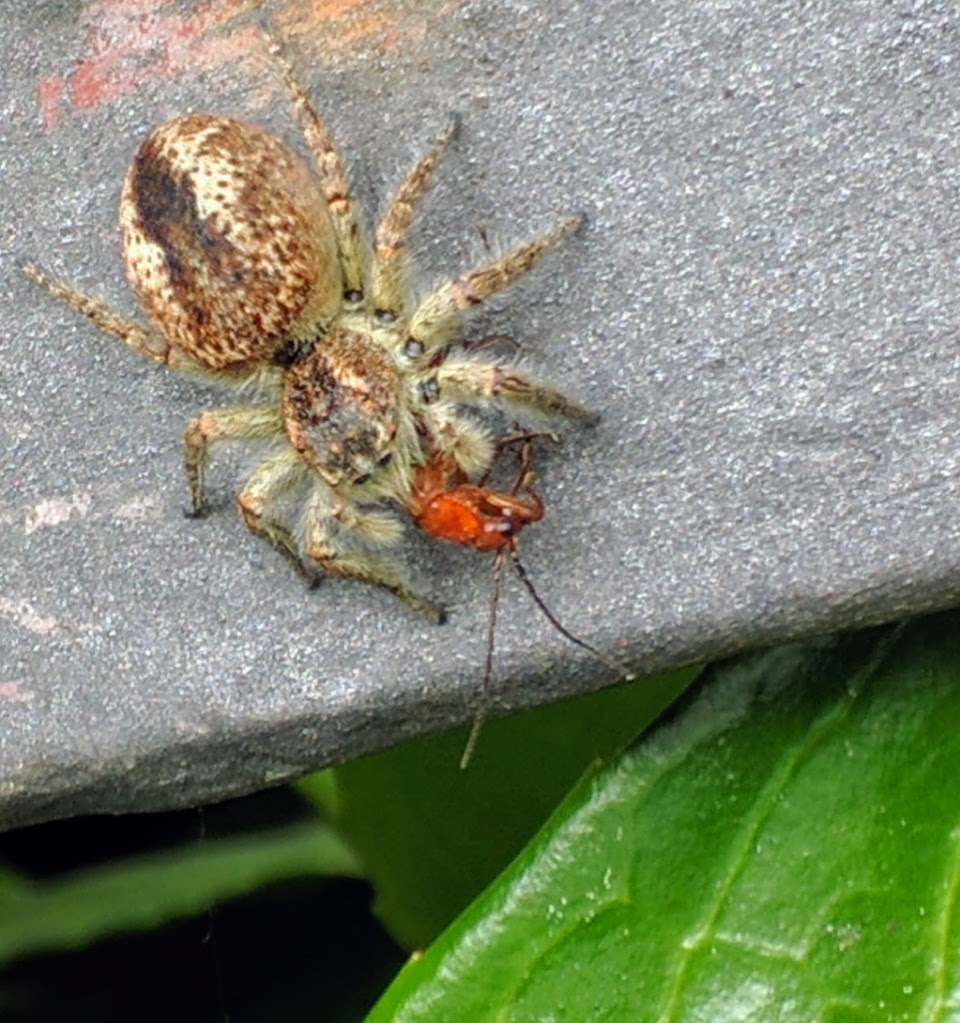
Weibchen mit erbeutetem Weichkäfer

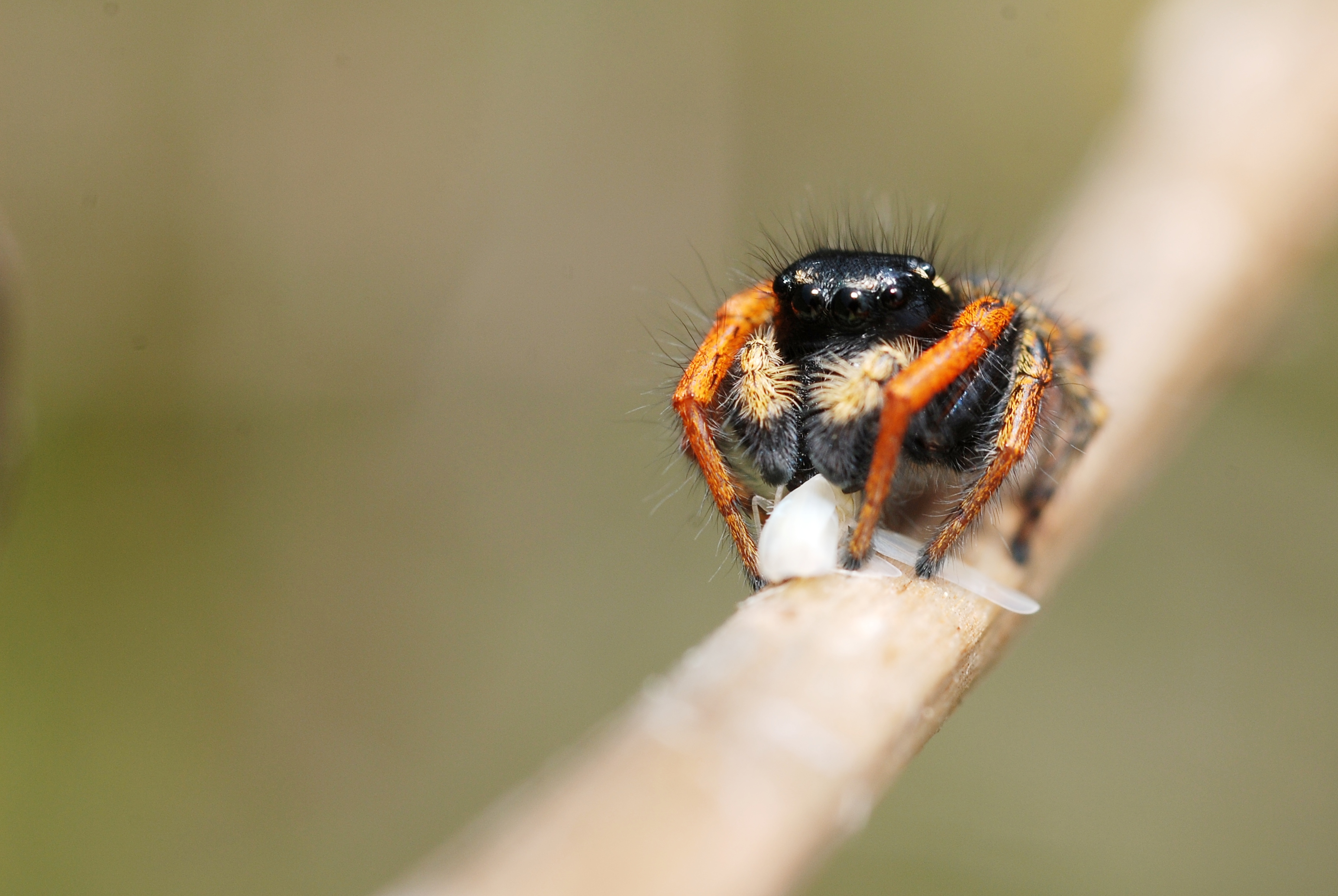
Männchen mit erbeuteter Zwergzikade

Die Goldaugenspringspinne ist ein opportunistischer Jäger, der theoretisch alle Beutetiere frisst, die die Art zu überwältigen vermag. Allerdings wird das Beutespektrum durch die eher kargen Lebensräume, welche die Goldaugenspringspinne besiedelt, von vornherein eingeschränkt. Beispiele für überlieferte Beutetiere der Goldaugenspringspinne sind verschiedene Käfer, Hautflügler, Schnabelkerfe und andere Spinnen.

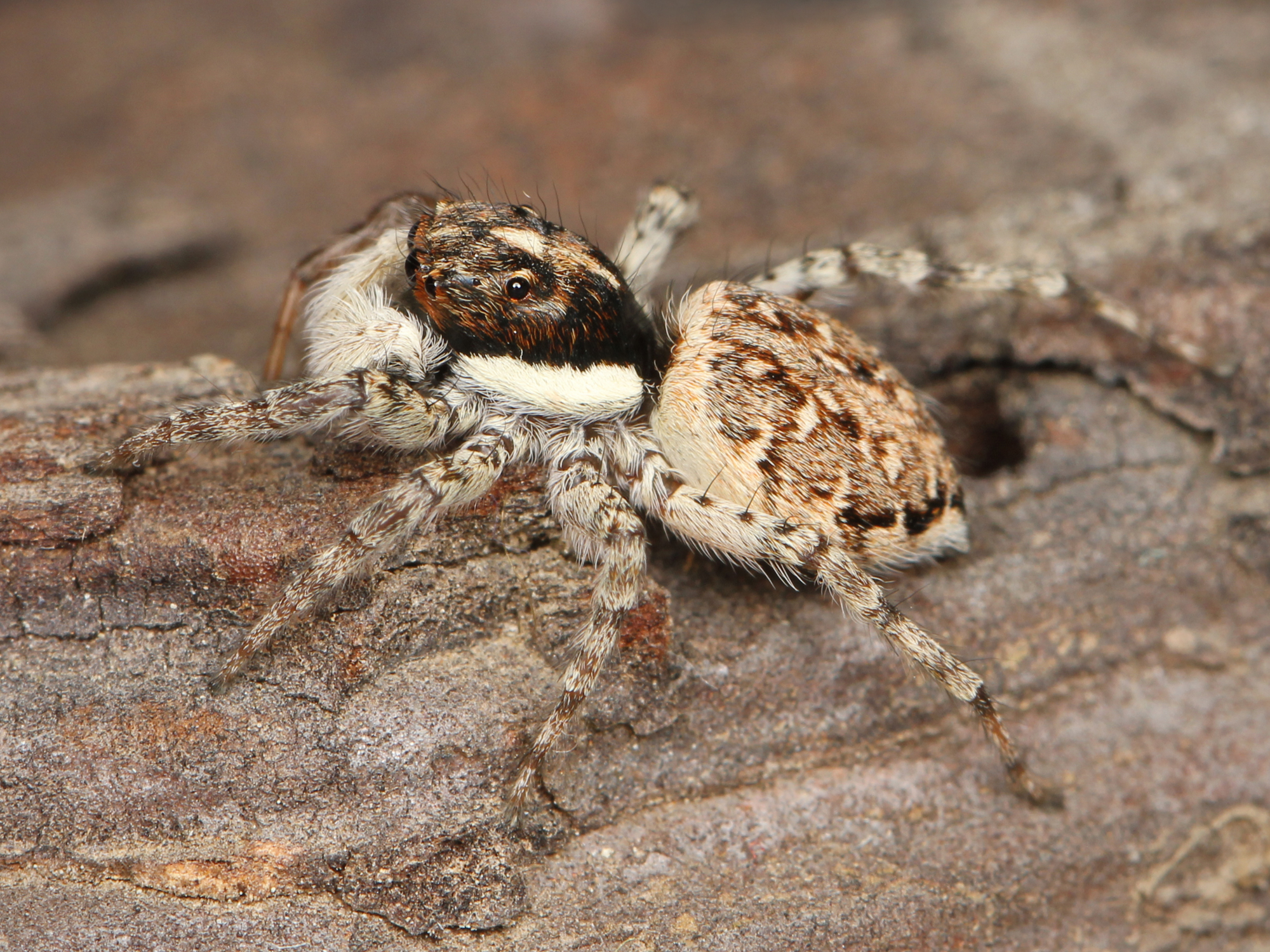
Die ebenfalls zu den Springspinnen (Salticidae) zählende Art Menemerus semilimbatus bewohnt sehr ähnliche Habitate wie die Goldaugenspringspinne und erbeutet wie diese hauptsächlich Fliegen.

Die Hauptbeute der Art wird jedoch durch Zweiflügler gebildet, was daran liegt, dass diese, wie die Goldaugenspringspinne, teilweise die gleichen und für viele andere Gliederfüßer lebensfeindlichen Habitate bewohnen. Dazu zählen etwa Steinwände in Siedlungsbereichen, die sowohl von Zweiflüglern als auch von der Spinne häufig als Aufenthaltsort genutzt werden. Aus dem gleichen Grund sind Fliegen die Hauptnahrung der Springspinnenart Menemerus semilimbatus, die ebenfalls an Wänden dieser Art vorkommt.
Die Goldaugenspringspinne jagt wie andere Springspinnen (Salticidae) keine Gliederfüßer, die die eigene Körpergröße um 150 % übertreffen. Bevorzugte Beutetiere sind auch bei dieser Art tendenziell kleiner oder genauso groß wie die Spinne selber. Die Menge an Beutetieren der Goldaugenspringspinne ist vom Geschlecht sowie Stadium der Spinne abhängig. Insbesondere Weibchen und Jungtiere widmen sich der Nahrungsaufnahme, die Männchen deutlich weniger. Dies lässt sich damit begründen, dass die Männchen der Goldaugenspringspinne sich im ausgewachsenen Stadium vornehmlich der Fortpflanzung widmen und diese gegenüber der Nahrungssuche priorisieren. Dies ist, mit Ausnahme von Menemerus taeniatus, für Springspinnen typisch.

### Lebenszyklus und Phänologie
Der Lebenszyklus der Goldaugenspringspinne wurde bislang vor allem in Gefangenschaft untersucht und wird wie bei anderen Lebewesen in den gemäßigten Klimazonen durch die Jahreszeiten mitbestimmt. Die Phänologie (Aktivitätszeit) ausgewachsener Individuen der Art beläuft sich bei beiden Geschlechtern auf den Zeitraum zwischen Mai und Juni.

#### Balz und Paarung

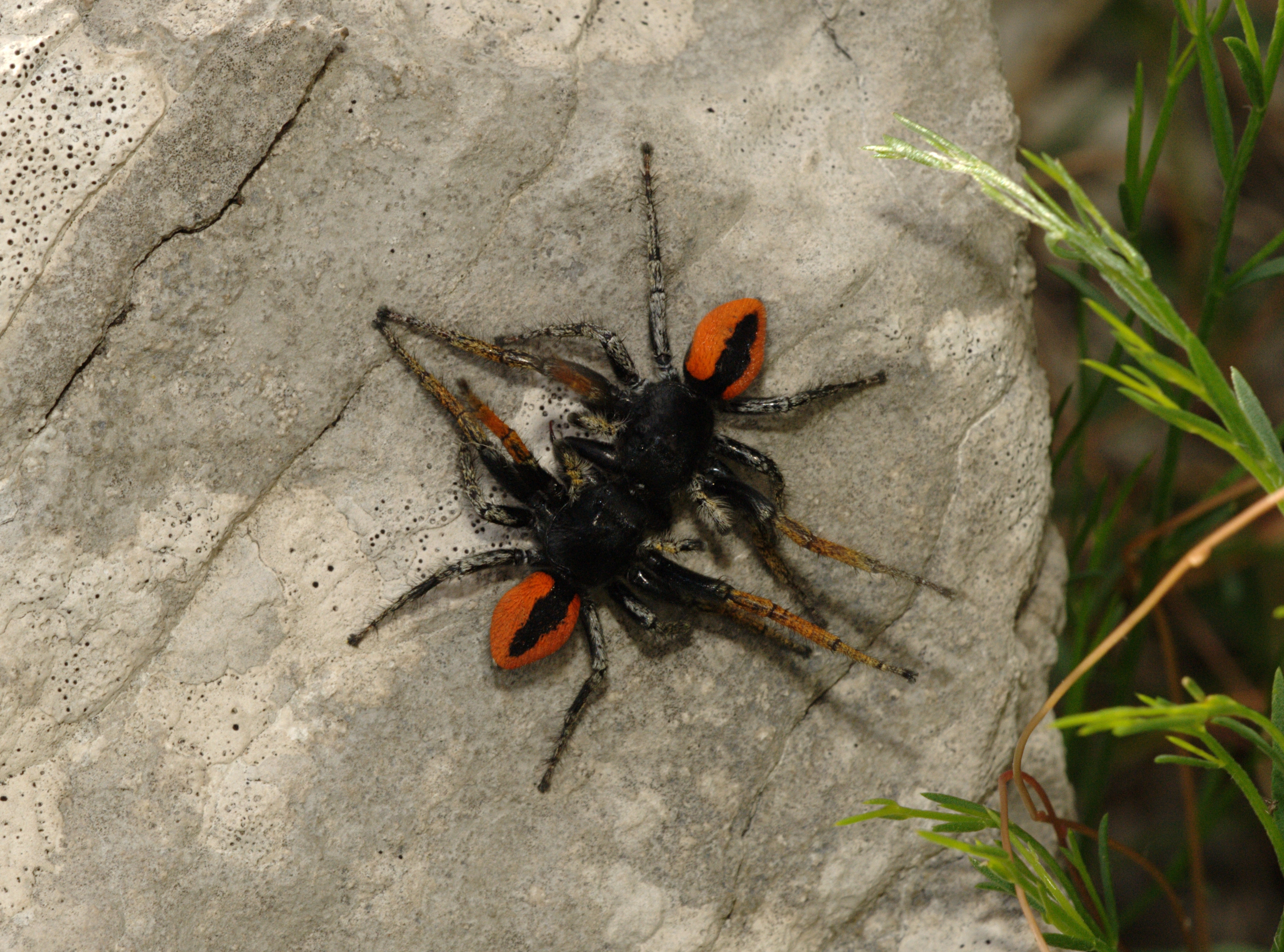
Scheinkampf zweier Männchen

Ein paarungsbereites Männchen der Goldaugenspringspinne sucht in seiner Aktivitätszeit verstärkt nach einem geschlechtsreifen Weibchen. Hat es eines gefunden, vollführt es einen für Springspinnen (Salticidae) typischen Balztanz, der optische Reize in den Vordergrund rückt. Die Arterkennung erfolgt ebenfalls über die Sehfähigkeit. Das Weibchen verbleibt während der Balz reglos. Bei der Goldaugenspringspinne beinhaltet der Balztanz des Männchens anfangs das Anheben seines ersten Beinpaares, die dann fast rechtwinklig zum Prosoma abgespreizt werden. Hier kommt die orangerote Färbung an den Beinen zur Geltung. Auch hebt das Männchen sein Opisthosoma leicht an und bewegt seine Pedipalpen in sehr schneller und hektischer Manier. Das Männchen nähert sich dabei dem Weibchen hüpfend und im Zickzack an, während es die Balzbewegungen fortführt. Sollte ein zweites Männchen hinzukommen, vollführen beide ein Scheingefecht. Dabei erinnern sie in ihrer Haltung an einen Banderillero (Stierkämpfer), der versucht, mithilfe der Capa (einem rosafarbenen Tuch) einen Stier zu reizen.
In einigen Beobachtungen näherte sich ein Männchen ohne Balztanz erfolgreich einem Weibchen oder es vollführte diesen Balztanz, obwohl kein Weibchen anwesend war. Bei Paarungswilligkeit verbleibt das Weibchen passiv. Unmittelbar vor der Paarung springt das Männchen dann das Weibchen an und begibt sich auf dessen Rücken. Dort angekommen, hebt das Männchen mithilfe seiner Pedipalpen das Opisthosoma des Weibchens an, indem es seine Pedipalpen um 30 bis 40° dreht. Anschließend führt es von dort seine Bulbi jeweils einmal abwechselnd in die Epigyne des Weibchens. Dies dauert insgesamt 15 bis 20 Sekunden. Dann verlässt das Männchen das Weibchen kurzzeitig, kommt jedoch zurück und wiederholt die Insertion (Einfuhr) zwei bis fünf weitere Male. Anschließend trennt sich das Männchen von dem Weibchen und verpaart sich anschließend mit anderen.

#### Eiablage und Schlupf
Einige Zeit nach der Paarung folgt die Eiablage, für die das Weibchen sein Wohngespinst vergrößert und es verschließt. Die Eier werden wie für Spinnen üblich in einen Kokon gelegt. Dafür fertigt das Weibchen vermutlich anfangs auf einem Untergrund den Boden des Eikokons an, legt die Eier anschließend darauf ab und bedeckt die Eier mit einer Seideschicht oberhalb, womit es den Kokonbau abschließt. Das Weibchen verbleibt mit dem Kokon in seinem Wohngespinst und bewacht ihn dort. Balzende Männchen etwa werden unmittelbar verjagt und auch Nahrung wird kaum noch angenommen. Die Kokonwand wird regelmäßig erneuert. Die Eier selber sind vergleichsweise groß, aber mit einer Anzahl von etwa 30 im Vergleich zu anderen Spinnenarten eher wenige. Die Anzahl der Eier nimmt außerdem mit jedem Kokon, der vom Weibchen produziert wird, ab.
Der Schlupf der Jungtiere erfolgt einen Monat nach der Eiablage. Die ersten beiden Häutungen durchlaufen sie aber bereits in dem Kokon. Die Jungtiere verlassen den Kokon und das Weibchen widmet sich auch kurzzeitig wieder dem Beutefang. Ein paar Tage später verschließt das Weibchen sein Verlies erneut und verbleibt dort für drei Wochen oder einen Monat, um einen weiteren Kokon herzustellen. Ein begattetes Weibchen der Goldaugenspringspinne stellt nach bisherigen Kenntnissen insgesamt zwei oder drei Kokons her.

#### Heranwachsen und Lebenserwartung

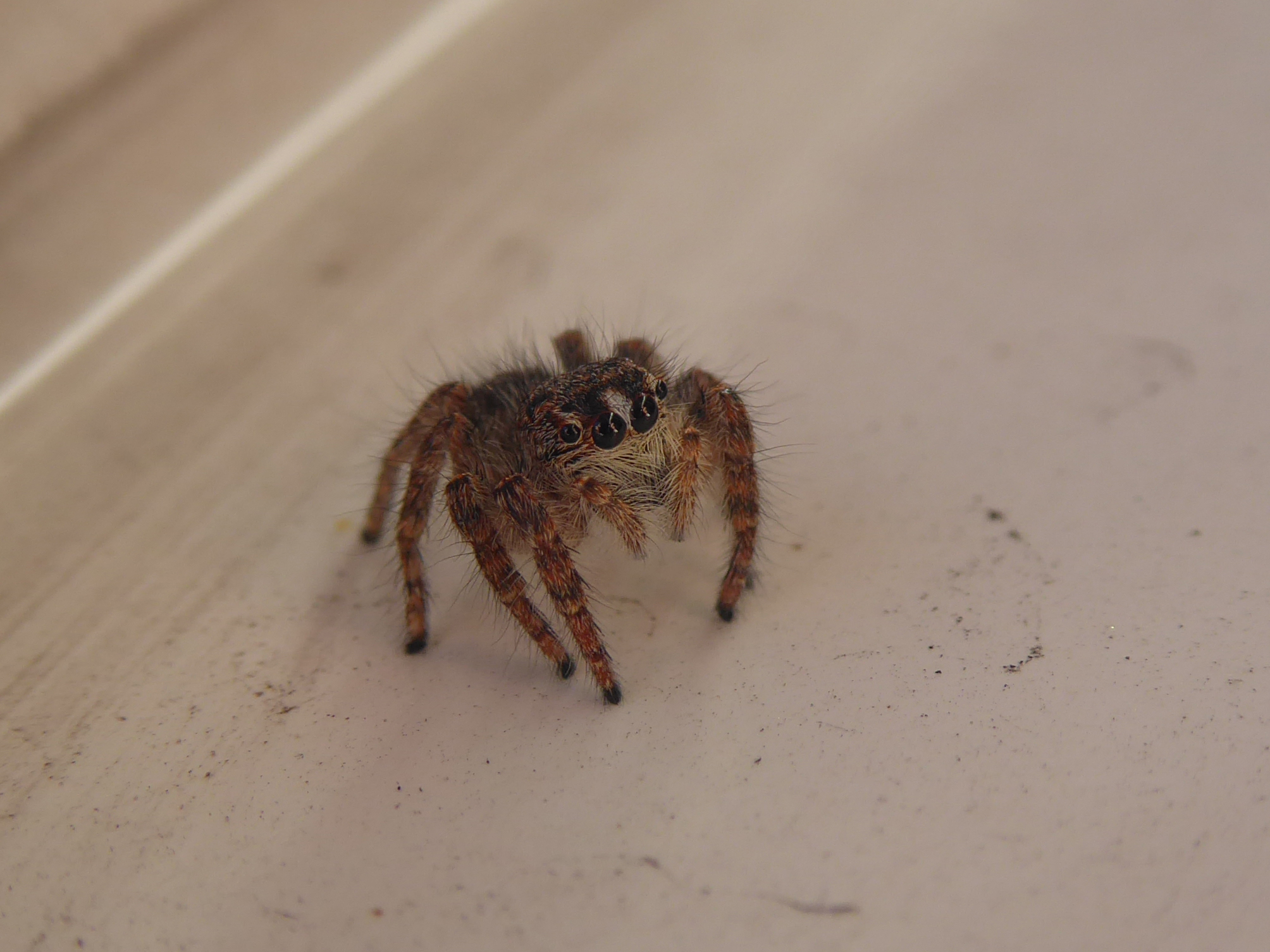
Jungtier

Die selbstständig heranwachsenden Jungtiere gleichen in ihrer Lebensweise weitestgehend den ausgewachsenen Spinnen. Um heranwachsen zu können, müssen sie sich wie alle Spinnentiere (Arachnida) häuten. Die Häutungen finden innerhalb der Wohngespinste statt. Dafür hält sich die Spinne mit der Bauchseite nach oben an der Decke des Gespinstes fest. Dann platzt das zu klein gewordene Exoskelett (Chitinpanzer) an den Flanken des Prosomas und des Opisthosomas auf, und die Spinne beginnt sich zuerst mit dem Prosoma und den Beinen aus diesem herauszuzwängen, während das Opisthosoma folgt. Die Exuvie (nach einer Häutung abgestoßenes Exoskelett) verbleibt im Wohngespinst. Beide Geschlechter benötigen sieben bis neun (durchschnittlich acht) Häutungen, um das Adultstadium zu erlangen.
Das Männchen der Goldaugenspringspinne hat eine gesamte Lebenserwartung von 15 bis 17 Monaten, wobei es die letzten fünf bis sechs im ausgewachsenen Zustand verbringt. Die mögliche Lebensdauer des Weibchens ist wie bei Spinnen üblich länger und es verbringt sein Leben im Adultstadium mit einer Dauer von fünf bis zehn Monaten. Die Dauer des Heranwachsens ist bei beiden Geschlechtern demzufolge gleich.

## Bedrohung
Die Goldaugenspringspinne ist im mediterranen Teil ihres Verbreitungsgebiets vielerorts häufig anzutreffen. Diese Häufigkeit nimmt jedoch nördlich der Südalpen drastisch ab. In höheren Breiten kommt die Art nur noch in isolierten Populationen innerhalb geeigneter Habitate vor. Da diese von Land- und Forstwirtschaft unberührten und von Verbuschung frei gehaltenen Flächen aber vermehrt zurückgehen und viele Fundmeldungen der Goldaugenspringspinne in diesen Breiten bereits veraltet sind, kann man einige isolierte Bestände wahrscheinlich bereits als verschollen betrachten.

### Gefährdung nach Land
Der Gefährdungsstand der Goldaugenspringspinne wird in Mitteleuropa je nach Land abhängig von den Bedrohungen der dortigen Populationen beschrieben. In der Roten Liste gefährdeter Arten Tiere, Pflanzen und Pilze Deutschlands bzw. der Roten Liste und Gesamtartenliste der Spinnen Deutschlands (2016) wird die Art in der Kategorie 2 („stark gefährdet“) geführt, da die Art in Deutschland allgemein sehr selten ist und ein starker Rückgang verzeichnet wird, wobei allerdings stabile Teilbestände in den bereits erwähnten Gegenden Deutschlands mit optimalen Lebensbedingungen für die Art belegt sind. In der vorher geltenden Version der Roten Liste von 2010 wurde die Art allerdings noch in die Kategorie 1 („vom Aussterben bedroht“) gestellt, sodass im Vergleich zu früher eine Besserung der Bestandssituation der Art in Deutschland bemerkbar ist.
In der Roten Liste der Spinnen Kärntens (1999) wird die Goldaugenspringspinne in die Kategorie R („extrem selten“) und in der Roten Liste Tschechiens nach IUCN-Maßstab in die Kategorie VU („Vulnerable“) gestellt. In der Roten Liste Polens ist die Art in der Kategorie EN („Endangered“) gelistet.

### Schutzmaßnahmen
Die Untersuchungen in Brandenburg und Sachsen lassen vermuten, dass insbesondere die dort mittlerweile wieder großzügig vorhandenen Sandflächen sich positiv auf die Bestandsentwicklung der Art auswirken. Allerdings fehlen für eine Einschätzung der Bestände der Art genügende Nachweise, sodass die Auswirkungen von Rodungen und anderen Maßnahmen auf die Bestandsentwicklung vorerst nicht einschätzbar sind.
Die Population der Goldaugenspringspinne auf der Kreuzmauer wird unter anderem durch die zunehmende Verbuschung gefährdet, die als Folge des Klimawandels gesehen wird.  Auch ein
durch zu hohe Abschüsse geringer Gämsenbestand (Rupicapra rupicapra), der dort seinen Wintereinstand hat, sorgt für zu geringen Verbiss im Grat- und Gipfelbereich. Aufgrund dessen ist die einzige Möglichkeit zur Arterhaltung der Goldaugenspringspinne eine Rodung dichter Buschanlagen auf dem von der Spinne bewohnten Grat und darüber hinaus auch ein Freihalten der Umgebung, um eine rasche Verbuschung zu verhindern.

## Systematik und Taxonomie

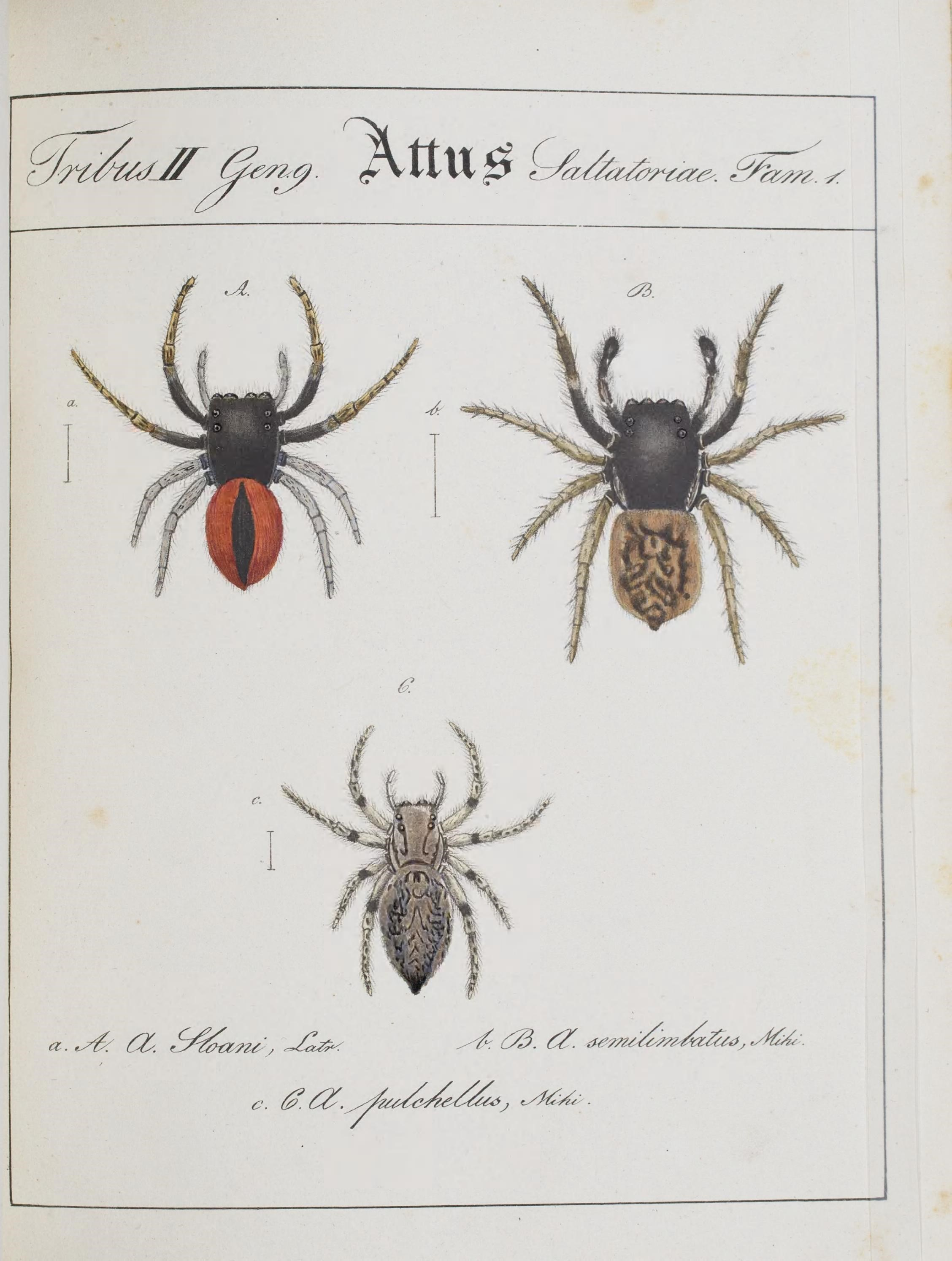
Ausschnitt aus Monographia Aranearum = Monographie der Spinnen (1829) von Carl Wilhelm Hahn, wo die Goldaugenspringspinne als Attus sloani bezeichnet wird.

### Etymologie
Der Trivialname „Goldaugenspringspinne“ ist zum Teil auf den Artnamen chrysops zurückzuführen. Der Artname stammt aus dem Griechischen und ist eine Zusammensetzung der Wörter chrysos für „Gold“ und ōps für „Auge“, obgleich die Augen eigentlich eher schwach grün schimmern.

### Beschreibungsgeschichte
Die Art erhielt bei ihrer Erstbeschreibung 1761 vom Autor Nicolaus Poda von Neuhaus die Bezeichnung Aranea chrysops. Sie wurde also wie damals alle Spinnen der heute nicht mehr anerkannten Gattung Aranea zugeordnet und erhielt danach von verschiedenen Autoren noch weitere Bezeichnungen. Carl Ludwig Koch beschrieb im Jahr 1846 die Gattung Philia, in die er die von Carl von Linné 1767 beschriebene Aranea sanguinolenta als Philia sanguineolenta einordnete. Bei dieser Spinne handelte es sich aber bloß um eine weitere, etwas spätere Beschreibung der Goldaugenspringspinne. Es stellte sich auch heraus, dass der Name Philia schon 1842 für eine Wanzengattung verwendet worden war. Tord Tamerlan Teodor Thorell führte daher im Jahr 1869 eine Umbenennung dieser Gattung auf Philaeus durch. Ein Jahr später ordnete er Aranea chrysops als Philaeus chrysops dieser Gattung zu. Seither findet der Name fast durchgehend Verwendung. Die Goldaugenspringspinne ist heute die Typusart der Gattung der Goldaugenspringspinnen (Philaeus).

### Synonymisierte Arten
Es gibt drei ehemalige Arten, die zuletzt der Gattung der Goldaugenspringspinnen (Philaeus) angehörig waren und mit der Goldaugenspringspinne synonymisiert wurden. Sie verloren somit ihren Artstatus. Diese sind folgende:
- Philaeus albovariegatus (Simon, 1868) - 2016 von Rainer Breitling mit der Goldaugenspringspinne synonymisiert.
- Philaeus bilineatus (Walckenaer, 1825) - 1971 von Jerzy Prószyński mit der Goldaugenspringspinne synonymisiert.
- Philaeus lanipes (C. L. Koch, 1846) - 2016 von Rainer Breitling mit der Goldaugenspringspinne synonymisiert.